# Hypoluxo
Hypoluxo is een plaats (town) in de Amerikaanse staat Florida en valt bestuurlijk gezien onder Palm Beach County.

## Demografie
Bij de volkstelling in 2000 werd het aantal inwoners vastgesteld op 2015.
In 2006 werd het aantal inwoners door het United States Census Bureau geschat op 2596, een stijging van 581 (28,8%).

## Geografie
Volgens het United States Census Bureau beslaat de plaats een oppervlakte van 2,1 km², waarvan 1,5 km² land en 0,6 km² water.

## Plaatsen in de nabije omgeving
De onderstaande figuur toont nabijgelegen plaatsen in een straal van 8 km rond Hypoluxo.